# Paulo Afonso Romano
Paulo Afonso Romano (Oliveira, 19 de outubro de 1942) é um engenheiro, professor, empresário e político brasileiro que foi deputado federal pelo estado de Minas Gerais entre 1991 e 1994.

## Carreira política
Filho de Demóstenes Romano e Valdete Viana Romano, ingressou em 1963 na Escola Superior de Agricultura da Universidade Federal de Viçosa, sendo eleito segundo-secretário do diretório acadêmico de seu curso. Um ano depois, foi indicado para participar do conselho deliberativo e, em seguida, foi admitido como professor no Ginásio Raul de Leoni. Ainda em 1964, realizou estágio na Companhia Paulista de Adubos, no estado de São Paulo.
Foi também presidente do Diretório Acadêmico Artur Bernardes entre 1965 e 1966, ano em que se formou em Agronomia na UFV. Entre 1979 e 1985, foi integrante de missões brasileiras ao Japão para assinatura de acordos e contratos envolvendo questões agrícolas. Tornou-se vice-presidente da Casa de Minas em Brasília em 1987 e, em 1989, iniciou sua carreira política ao se filiar ao PFL, pelo qual disputou as eleições estaduais do ano seguinte. Recebeu 21.448 votos, ficando como segundo suplente do partido na Câmara dos Deputados. A nomeação de Mário Assad para a Secretaria de Justiça do governo de Minas Gerais fez com que Paulo Romano assumisse a vaga em 18 de setembro de 1991.
Em setembro de 1992, Paulo Romano deu o voto decisivo para a abertura do processo de impeachment contra o então presidente Fernando Collor de Mello. Antes da votação, ele revelou que foi procurado por integrantes da base governista para mudar sua decisão.
Foi também titular na Comissão de Agricultura e Política Rural da Câmara dos Deputados, permanecendo até 1994. Em março do mesmo ano, voltou à suplência após Mário Assad deixar a Secretaria de Justiça em Minas Gerais, não conseguindo votação suficiente para se eleger deputado federal na legislatura seguinte. Tentou novamente voltar à Câmara em 1998, e mesmo com 29.068 votos, ficou outra vez na suplência. Não voltaria a disputar outras eleições desde então, atuando posteriormente como consultor da Organização dos Estados Americanos, secretário adjunto de Agricultura, Pecuária e Abastecimento de Minas Gerais e integrante do Conselho Técnico da Bioplanta Tecnologia de Plantas S.A., de Campinas.